# Telipogon urceolatus
Telipogon urceolatus är en orkidéart som beskrevs av Charles Schweinfurth. Telipogon urceolatus ingår i släktet Telipogon och familjen orkidéer. Inga underarter finns listade i Catalogue of Life.